# 张宪军
张宪军（1956年3月—），辽宁昌图人。男，汉族。1973年3月参加工作，1983年11月加入中国共产党。佳木斯师范专科学校（现并入佳木斯大学）毕业，中共黑龙江省委党校经济管理专业在职研究生学历。
历任佳木斯市北方机械厂团委书记，党委宣传部长、副书记；共青团佳木斯市委书记；中共佳木斯市委组织部副部长；桦南县委副书记、县长，县委书记；佳木斯市副市长；黑河市委常委，副市长，市委副书记、市长等职。2011年1月调任中共七台河市委书记。2016年1月，当选黑龙江省政协副主席。
2008年，担任第十一届全国人大代表。